# Dighe in gomma

Le dighe in gomma sono una tipologia di diga utilizzata per arginare l'acqua. 

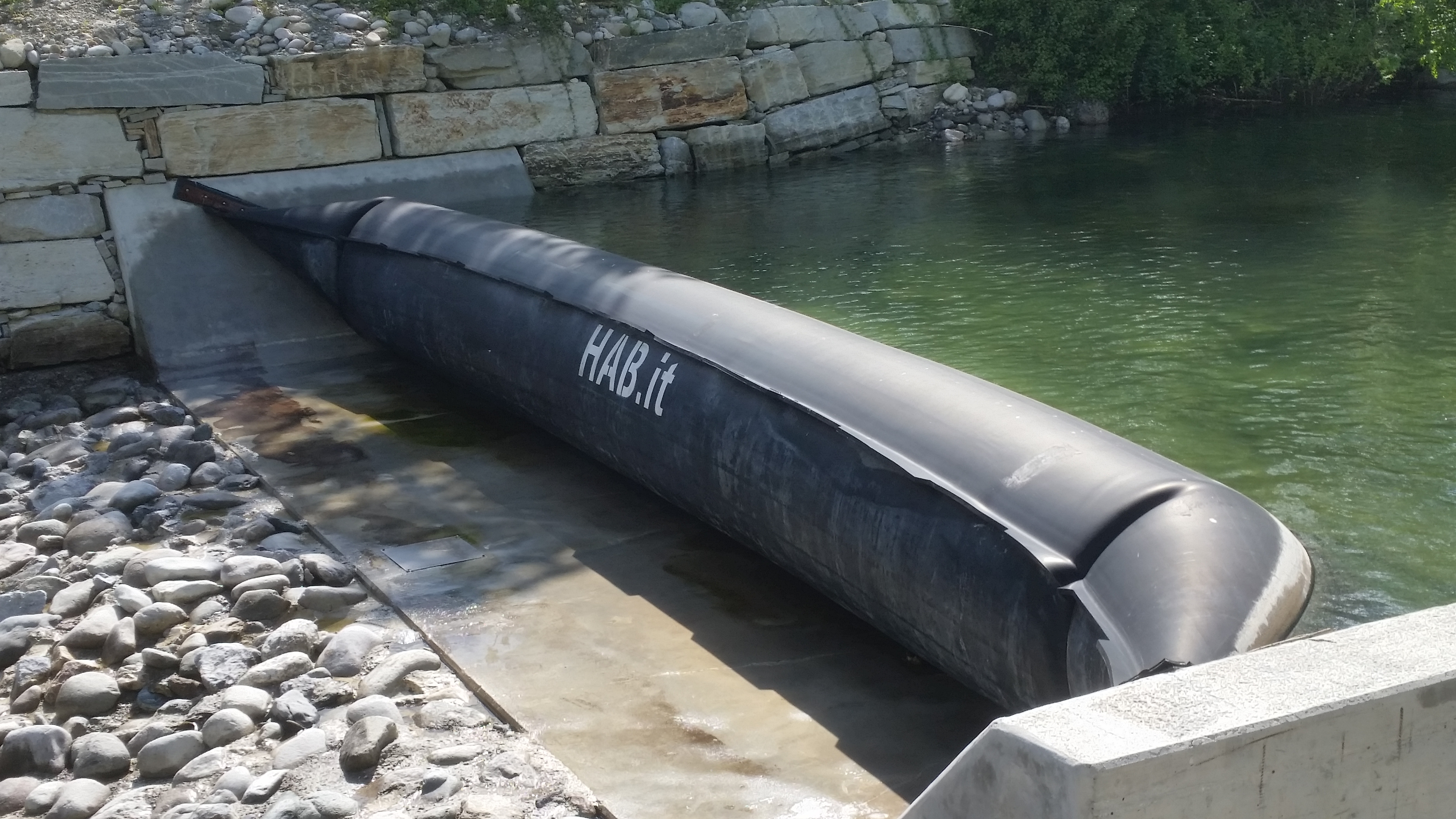

## Tipologie

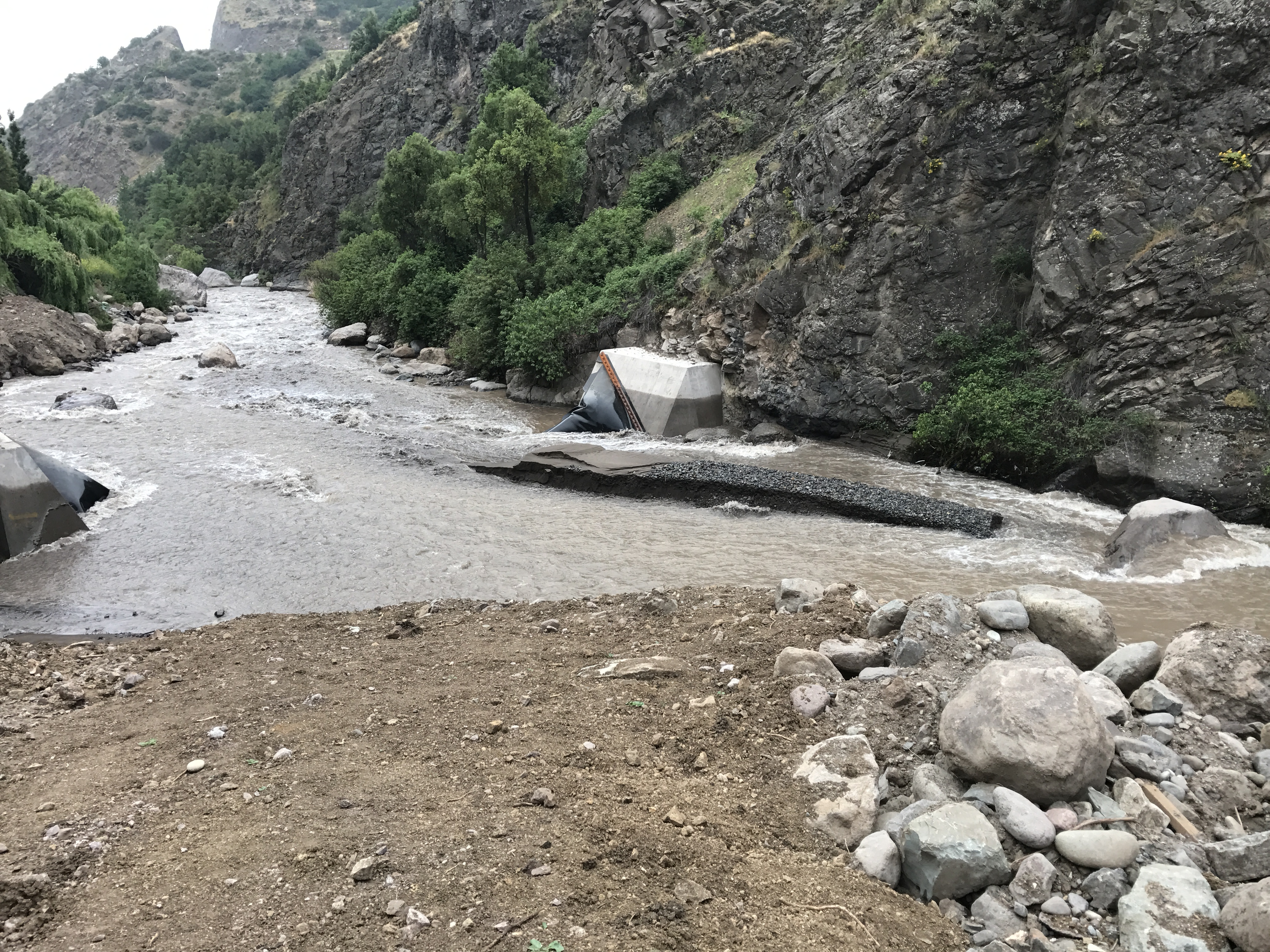

### Dighe a vela
costituite da un diaframma elastico realizzato in tessuto gommato incernierato al suolo e da due o più tiranti collegati ad un argano posto su di un traliccio metallico aereo. Quando è necessario l'argano solleva la membrana gommata che si oppone al passaggio dell'acqua. Questo genere di diga non può essere tracimato, se non minimamente.

### Dighe a galleggiante
sono simili alle dighe a vela con l'unica differenza che la membrana viene sollevata da un corpo galleggiante. Non possono essere tracimate.

### Dighe a tubolare
inventate negli Stati Uniti circa 50 anni fa, sono realizzate con una membrana di tessuto gommato incernierata al suolo lungo due generatrici (a formare un grosso cilindroide disteso) che risale lungo gli argini inclinati dell'alveo in destra e in sinistra idraulica. Il cilindro è riempito d'acqua e da solo si oppone al passaggio dell'acqua in alveo, non può essere tracimato. La pressione d'acqua all'interno di questo cilindro è leggermente superiore (di circa il 20%) alla pressione idrostatica esterna e questo è sufficiente perché la diga resti in esercizio: possono essere modestamente tracimate.

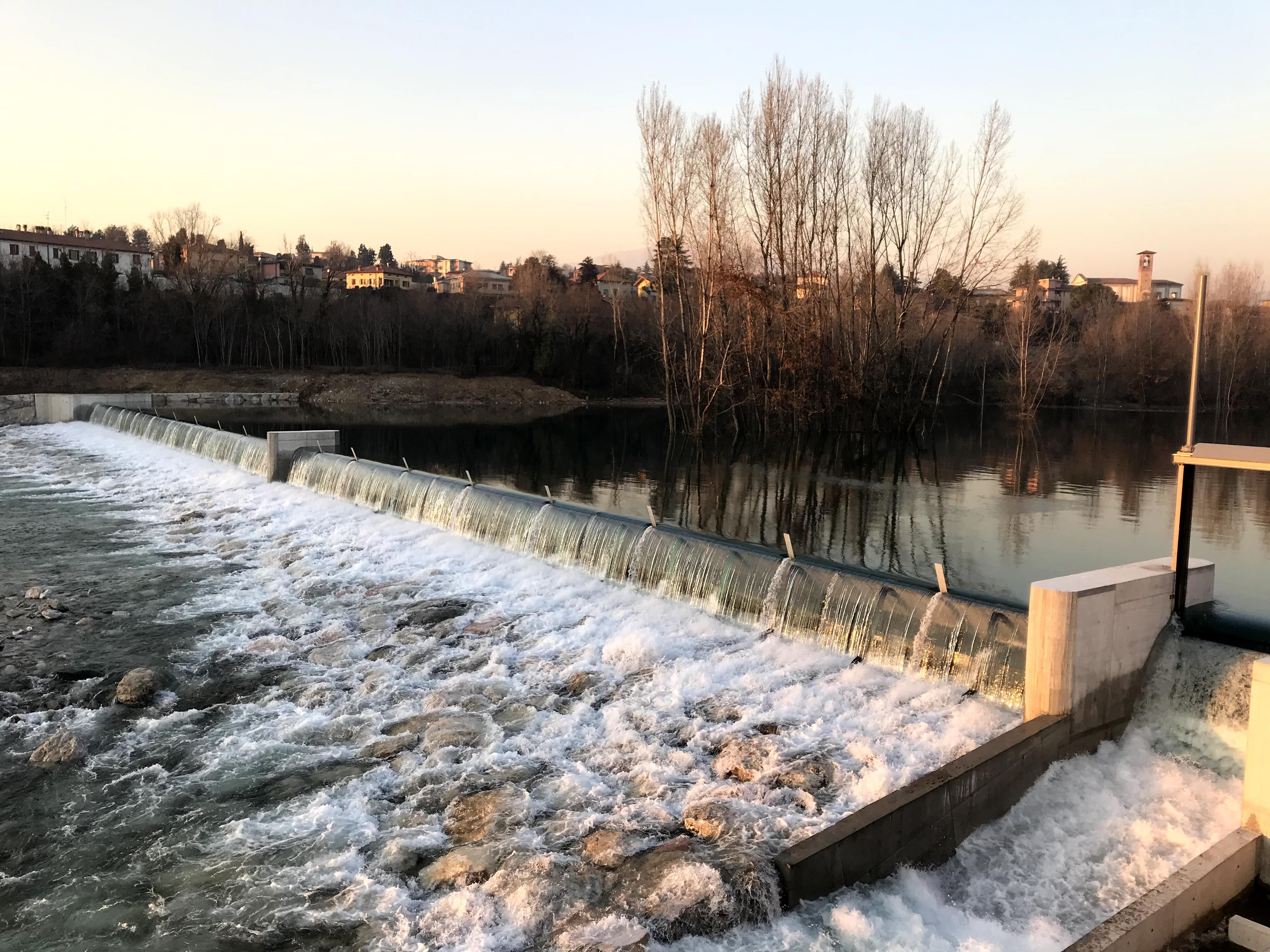

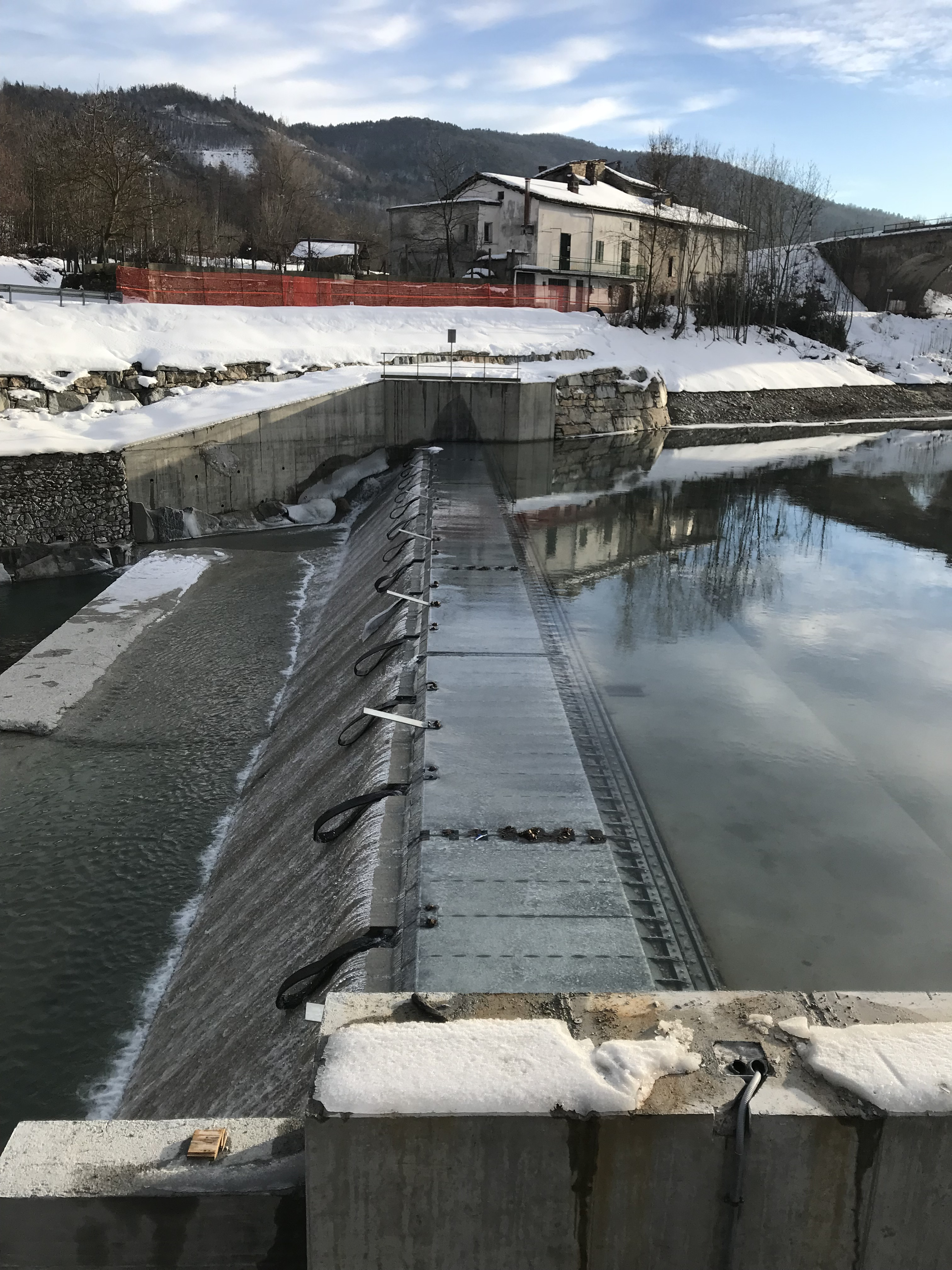

### Dighe gonfiabili tipo Rubberdam
inventate circa 60 anni fa in Giappone, sono molto simili alle dighe a tubolare con la differenza di poter essere gonfiate anche ad aria. Sono realizzate con un unico involucro in tessuto gommato che viene risvoltato su se stesso e vincolato su una platea di fondo in calcestruzzo armato mediante una o due linee di ancoraggio non simmetriche; l'ancoraggio prosegue anche sulle spalle laterali che solitamente sono inclinate di 60°. Attraverso più punti di collegamento, realizzati con flange metalliche, il tubolare gonfiabile è messo in comunicazione con due linee pneumatiche. La prima linea pneumatica di diametro maggiore serve per gonfiare e sgonfiare la diga. La seconda linea serve per prelevare dal tubolare gonfiabile il segnale di pressione (attraverso il quale si comanda la diga) che in questo modo è depurato dal "colpo d'ariete" dovuto alla partenza e all'arresto della elettrosoffiante (compressore d'aria a grande portata e poca pressione). Questo genere di diga può essere tracimato solitamente fino ad un massimo del 30% della sua altezza. Si possono realizzare sbarramenti in campata unica anche di diverse centinaia di metri di lunghezza e di altezze dell'ordine di 5 m al massimo. Hanno la peculiarità di "scomparire" completamente sul fondo dell'alveo quando il livello di monte supera l'altezza critica (ad esempio altezza di piena). Sono sempre dotati di differenti dispositivi di abbattimento che ne garantiscono appunto lo sgonfiamento in caso di necessità: sistemi elettronici di controllo e gestione delle valvole di scarico dell'aria; sistemi per vasi comunicanti che sfruttano dei sifoni caricati con liquidi; dischi di rottura di sovrappressione installati sulle linee pneumatiche; valvole di massima pressione; sistemi a galleggiante che aprono meccanicamente ed in maniera passiva valvole di scarico dell'aria. Questo genere di diga è da considerarsi ad altezza fissa, poiché quando si cerca di abbassarla, diminuendo la pressione all'interno del tubolare, si raggiunge la pressione critica e la diga perde di "consistenza" lasciando che l'acqua si raccolga in un solo punto della diga (schiacciandola), dando vita al fenomeno noto come V-notch.

#### Dighe gonfiabili scudate tipo Hard Top Rubberdam (o Steel Gates)
sono concettualmente molto simili alle Rubberdam con l'unica variante di essere protette da uno scudo metallico incernierato sul fondo. L'ancoraggio del (o dei) tubolari gonfiabili non risale lungo le spalle, e le spalle sono perfettamente verticali e a 90° con l'ancoraggio. La funzione dei tubolari gonfiabili è quella di sollevare gli scudi, vincendo quindi il momento prodotto dalla spinta idrostatica di monte. La funzione dello scudo metallico è quella di distribuire uniformemente la spinta dell'acqua sul tubolare gonfiabile (evitando il V-notch) oltre alla funzione di effettuare la tenuta all'acqua sulle spalle e sul fondo dove sono presenti apposite guarnizioni. Questo genere di dighe presenta tutte le sicurezze attive e passive delle Rubberdam e inoltre permette di eseguire regolazioni di portata idrica potendo sollevarsi o abbassarsi senza il rischio del V-notch. Funzionano a pressioni maggiori delle precedenti, e possono raggiungere altezze e lunghezze comparabili con le precedenti.